# Catedral de la Santísima Trinidad (Puerto España)
La Catedral de la Santísima Trinidad  (en inglés: Holy Trinity Cathedral) es el nombre que recibe un edificio religioso que funciona como una catedral de la Iglesia Anglicana en el país caribeño e insular de Trinidad y Tobago, concretamente en la ciudad capital de Puerto España. La primera piedra fue colocada en 1816. El actual titular es la Muy Rev. Shelley-Ann Tenia. En esta misma localidad existe también una catedral católica pero que esta dedicada a la Inmaculada Concepción.